# Zappa Records
Zappa Records è un'etichetta discografica statunitense con sede a Los Angeles, fondata dal musicista Frank Zappa nel 1977. Rimase per lo più inattiva durante gli anni '80 e '90, ma fu ripresa nel 2006 dallo Zappa Family Trust.

## Storia
Nel maggio 1976, Zappa pose fine alla sua relazione con il manager e socio in affari Herb Cohen. La coppia era in comproprietà della DiscReet Records, distribuita dalla Warner Bros. Records. Zappa lasciò poi la Warner e la DiscReet in seguito a una serie di disaccordi e cause legali nel 1977.
Intorno alla metà del 1977, Zappa fondò la Zappa Records e negoziò un accordo con Phonogram Inc., per distribuire le pubblicazioni dell'etichetta negli Stati Uniti e in Canada. In base a questo accordo Zappa prevedeva di pubblicare un cofanetto di quattro LP intitolato Läther (pronuncia "Leather".) L'uscita dell'album era prevista per Halloween, il 31 ottobre 1977, ma la produzione fu annullata in fase di prova. Zappa e Phonogram furono costretti ad accantonare l'iniziativa a seguito di una minaccia legale da parte della Warner.
La prima pubblicazione della Zappa Records fu l'album Sheik Yerbouti nel maggio 1979. Questa fu presto seguita dall'opera rock distopica Joe's Garage più tardi nello stesso anno. Inizialmente il progetto Joe's Garage doveva essere pubblicato in due parti. Il primo era un singolo LP, Joe's Garage, Act I (settembre 1979), seguito da un set di due LP Joe's Garage, Acts II e III (novembre 1979).
Anche l'album Touch Me There, di L. Shankar, fu pubblicato su Zappa Records nel 1979. Frank Zappa ha prodotto l'album, ha cantato e ha co-scritto alcune delle canzoni.
All'inizio del 1980 la Phonogram si rifiutò di distribuire il singolo di Zappa I Don't Wanna Get Drafted negli Stati Uniti, sebbene distribuissero il disco in Canada. Secondo Zappa, ciò era dovuto al fatto che un dirigente della Phonogram si era opposto al testo. La canzone criticava la reintroduzione della leva militare da parte del presidente degli Stati Uniti Jimmy Carter. Il presidente della Phonogram Robert Sherwood contestò la versione di Zappa, insistendo sul fatto che non volevano pubblicare un singolo senza il supporto di un album completo. Zappa distribuì il singolo in modo indipendente negli Stati Uniti e altrove attraverso la CBS Records.
Nel 1981 Zappa fondò la Barking Pumpkin Records con distribuzione tramite CBS Records.
Nel 2006, l'etichetta Zappa Records è stata ripresa con l'uscita di Go with What You Know di Dweezil Zappa e Imaginary Diseases e Trance-Fusion di Frank Zappa su Zappa Records, seguiti da The Dub Room Special (2007), One Shot Deal (2008) e Feeding the Monkies At Ma Maison (2011).
Nel 2012, lo Zappa Family Trust ha ripreso il controllo della produzione registrata di Frank Zappa e ha stretto un accordo di distribuzione con la Universal Music Enterprises per ristampare le registrazioni sulle etichette Zappa e Barking Pumpkin.